# وانغ روي
وانغ روي (بالصينية: 王锐) هو لاعب شطرنج صيني، ولد في 18 أبريل 1978 في خبي في الصين.

## وصلات خارجية
- وانغ روي على موقع الاتحاد الدولي للشطرنج (الإنجليزية)
- وانغ روي على موقع مباريات الشطرنج (الإنجليزية)
- وانغ روي على موقع 365Chess.com (الإنجليزية)
- وانغ روي على موقع Chesstempo.com (الإنجليزية)
- وانغ روي سجل أولمبياد الشطرنج على موقع OlimpBase.org (الإنجليزية)